# Liv Tyler
Liv Tyler (přechýleně Tylerová; 1. července 1977, New York, USA) je americká herečka známá rolemi ve filmu Armageddon a v trilogii Pán prstenů.

## Biografie
Narodila se bývalé modelce Bebe Buell a frontmanovi kapely Aerosmith Stevenu Tylerovi, který byl však v té době závislý na drogách, a proto se nejevil jako zrovna nejlepší otec. Bebe mu proto o jeho otcovství neřekla a malou Liv vychovávala společně se svým přítelem Toddem Rundgrenem, proto se jmenovala Rundgrenová. Svého pravého otce Stevena Tylera potkala až ve svých osmi letech na koncertě. Teprve ve dvanácti si nechala změnit jméno na Liv Tyler. V patnácti se za pomoci Pavlíny Pořízkové začala věnovat modelingu, ten ji však brzo přestal bavit a rozhodla se zkusit dráhu herečky.
Poprvé se na televizní obrazovce objevila ve videoklipu Aerosmith s názvem Crazy. Začala se věnovat i dabingu a namluvila postavičku Asteria v kresleném televizním seriálu Herkules. Nedávno[kdy?] se stala tváří značky Givenchy a získala i vlastní parfém Very Irresistible (Velmi neodolatelná). Tři roky se věnovala rodině a především synovi Milovi Williamu Langdonovi (nar. 14. prosince 2004), jehož otcem je muzikant Royston Langdon. Poté se opět vrátila k herectví.

## Citáty
| „           | Nejraději mám filmy, kde si musíte věci domýšlet a představovat si. Díky tomu můžete snít. Když je všechno jasně řečené nebo ukázané, nezbývá žádný prostor pro otázky. A to je podle mě nuda. | “ |
| — Liv Tyler | |   |

## Filmografie

### Film
| Rok  | Název                             | Role                | Poznámky |
| ---- | --------------------------------- | ------------------- | --- |
| 1994 | Němý svědek                       | Sylvie Warden       | |
| 1995 | Tlouštík                          | Callie              | |
| 1995 | Na plný pecky                     | Corey Mason         | |
| 1996 | Svůdná krása                      | Lucy Harmon         | nominace – YoungStar Award v kategorii nejlepší ženský herecký výkon v dramatickém filmu |
| 1996 | To je náš hit!                    | Faye Dolan          | |
| 1997 | Rande                             | Pamela Abbott       | |
| 1997 | U-Turn                            | dívka v autobuse    | |
| 1998 | Armageddon                        | Grace Stamper       | nominace – Blockbuster Entertainment Award v kategorii nejlepší filmová herečka (sci-fi) nominace – MTV Movie Award v kategorii nejlepší herečka nominace – MTV Movie Award v kategorii nejlepší filmové duo (sdíleno s Benem Affleckem) nominace – Zlatá malina v kategorii nejhorší duo (sdíleno s Benem Affleckem) nominace – Zlatá malina v kategorii nejhorší herečka ve vedlejší roli                                                                         |
| 1999 | Plunkett & Macleane               | Lady Rebecca Gibson | |
| 1999 | Dědictví tety Cookie              | Emma Duvall         | nominace – Online Film & Television Association Award v kategorii nejlepší obsazení |
| 1999 | Oněgin                            | Tatyana Larina      | Russian Guild of Film Critics Award v kategorii nejlepší mezinárodní herečka) |
| 2000 | Dr. T a jeho ženy                 | Marilyn             | |
| 2001 | Začalo to jedné žhavé noci        | Jewel               | |
| 2001 | Pán prstenů: Společenstvo Prstenu | Arwen Undómiel      | Awards Circuit Community Award v kategorii nejlepší obsazení Phoenix Film Critics Society Award v kategorii nejlepší obsazení nominace – Screen Actors Guild Award v kategorii nejlepší obsazení |
| 2002 | Pán prstenů: Dvě věže             | Arwen Undómiel      | Online Film Critics Society Award v kategorii nejlepší obsazení Phoenix Film Critics Society Award v kategorii nejlepší obsazení nominace – Awards Circuit Community Award v kategorii nejlepší obsazení nominace – Gold Derby Award v kategorii nejlepší obsazení nominace – Screen Actors Guild Award v kategorii nejlepší obsazení nominace – Teen Choice Awards v kategorii nejlepší filmová herečka: drama/akční/dobrodružný                                   |
| 2003 | Pán prstenů: Návrat krále         | Arwen Undómiel      | Awards Circuit Community Award v kategorii nejlepší obsazení Gold Derby Award v kategorii nejlepší obsazení Screen Actors Guild Award v kategorii nejlepší obsazení Critics' Choice Movie Awards v kategorii nejlepší obsazení National Board of Review Award v kategorii nejlepší obsazení nominace – Phoenix Film Critics Society Award v kategorii nejlepší obsazení nominace – Teen Choice Awards v kategorii nejlepší filmová herečka: drama/akční/dobrodružný |
| 2004 | Táta na plný úvazek               | Maya                | nominace – Zlatá malina v kategorii nejhorší duo (sdíleno s Benem Affleckem a Jennifer Lopez) |
| 2005 | Samotář Jim                       | Anika               | |
| 2007 | Volání o pomoc                    | Dr. Angela Oakhurst | |
| 2008 | Život je stres                    | Clare Cooper        | |
| 2008 | Oni                               | Kristen McKay       | Scream Awards v kategorii nejlepší herečka: horor nominace – Fright Meter Award v kategorii nejlepší herečka nominace – Teen Choice Award for nejlepší filmová herečka: horor/thriller |
| 2008 | Neuvěřitelný Hulk                 | Betty Ross          | |
| 2010 | Super                             | Sarah               | |
| 2011 | The Ledge                         | Shana               | |
| 2012 | Robot a Frank                     | Madison Weld        | |
| 2014 | Jamie Marks Is Dead               | Linda McCormick     | |
| 2014 | Stanice číslo 76                  | Jessica Marlowe     | |
| 2018 | Wildling                          | Ellen Cooper        | také producentka |
| 2019 | Ad Astra                          | Eve McBride         | |
| 2025 | Captain America: Nový svět        | Betty Ross          | |

### Televize
| Rok        | Název         | Role                      | Poznámky             |
| ---------- | ------------- | ------------------------- | -------------------- |
| 2014–2017  | Pozůstalí     | Meg Abbott                | hlavní role, 13 dílů |
| 2017       | Střelný prach | Anne Vaux                 | hlavní role, 3 dílů  |
| 2018–2019  | Nevěstky      | Lady Isabella Fitzwilliam | hlavní role, 16 dílů |
| 2020–dosud | V plamenech   | Michelle Blake            | hlavní role, 10 dílů |

### Videohry

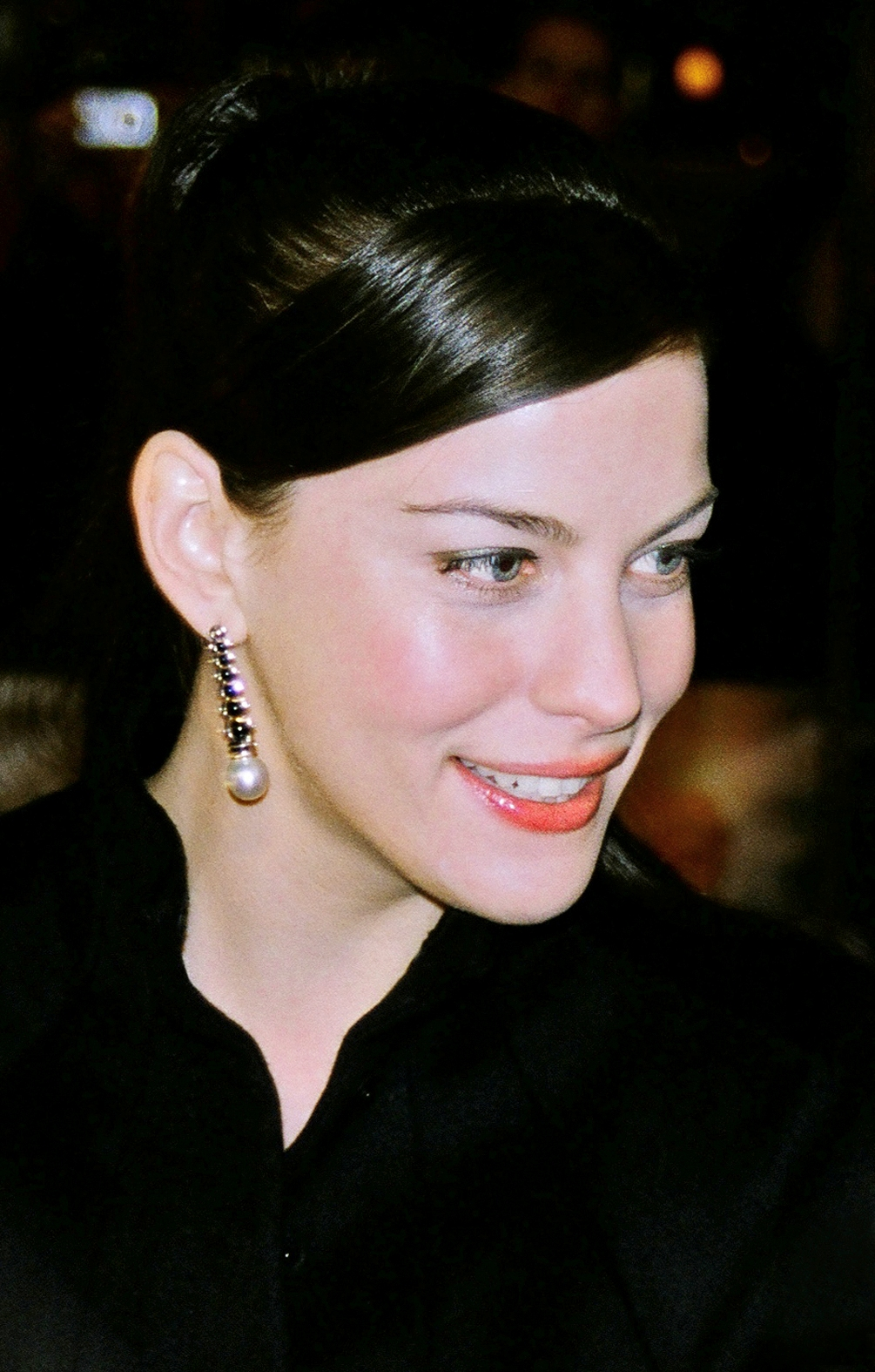
Liv Tyler v roce 2003

| Rok  | Název             | Role       | Poznámky |
| ---- | ----------------- | ---------- | -------- |
| 2008 | Neuvěřitelný Hulk | Betty Ross |          |